# Oskar Stål Lyrenäs
Oskar Stål Lyrenäs, född 23 mars 1998 i Umeå, är en svensk ishockeyspelare som spelar för HV71 i Svenska Hockeyligan. Lyrenäs moderklubb är IF Björklöven och han spelade med dem som junior tills han gick över till Modo Hockey. Med Modo fick han göra debut i Hockeyallsvenskan 2016/17. Säsongen därpå återkom han till moderklubben för fortsatt spel i samma liga. Till säsongen 2021/22 värvades han till Ängelholmslaget Rögle BK för spel i SHL.